# Stofwisselingsroute

Vereenvoudigd overzicht van de belangrijke metabole netwerken in eukaryoten, bestaande uit vele stofwisselingsroutes

Een stofwisselingsroute of  metabole route (Engels:  metabolic pathway) is een reeks opeenvolgende biochemische reacties binnen een levende cel. Iedere volgende chemische reactie of 'stap' wordt daarbij aangezwengeld door een ander, reactie-specifiek enzym. In een reactiepad wordt een uitgangsstof via een reeks opeenvolgende stappen aangepast. Naast enzymen als katalysator, zijn er vitaminen, elektrolyten of andere, zogeheten co-enzymen nodig. Metabole reactiepaden in de verschillende weefselcellen zorgen ervoor dat de homeostase in het organisme in stand gehouden wordt.

## Metabolisch netwerk in de cel
In een enkele cel komen, binnen het endomembraansysteem, vele reactiepaden voor. Langs ieder afzonderlijk reactiepad vindt, via meerdere stappen, ofwel de aanmaak plaats van een specifieke stof, een anabool reactiepad, ofwel de afbraak van een biomolecuul, een katabool reactiepad. Alle reactiepaden samen vormen het zogenaamde metabolisch netwerk van een cel. Een molecuul dat met een enzym interageert - de reactant - wordt een substraat genoemd. Metabole reactiepaden bestaan uit een opeenvolging van onderling nauw verbonden chemische reacties: een substraat (reactant) is vaak het resultaat van een vorige reactie.

## Omkeerbaarheid
Alle metabole reacties zijn omkeerbare (reversibele) chemische processen. Als gevolg van de omstandigheden die binnen de cel heersen, is het in thermodynamisch opzicht voor de metabole flux echter het gunstigst om in één richting te verlopen.

## Voorbeeld

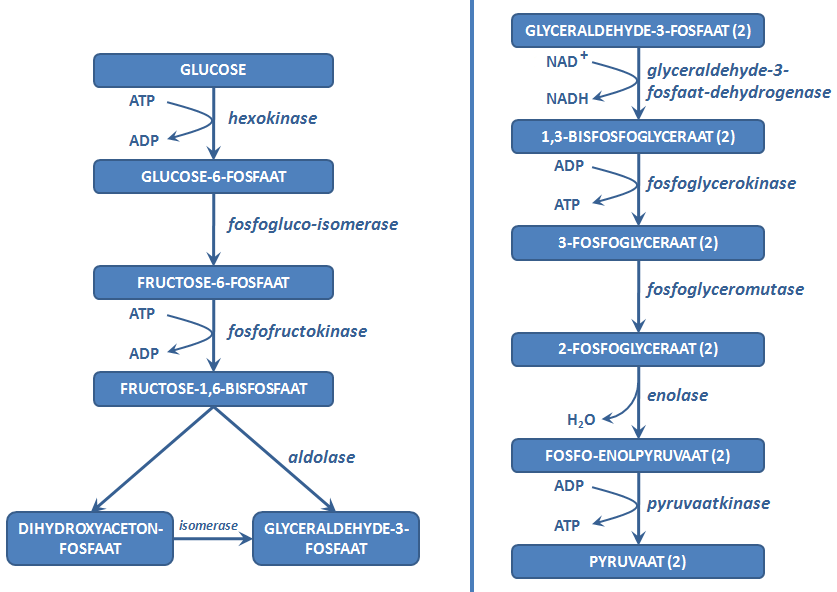
Glycolyse in 10 stappen. De cursief gedrukte benamingen zijn de enzymen die werkzaam zijn bij de stappen.

Het eerst ontdekte metabole reactiepad is glycolyse, een katabool proces waarbij glucose in eerste instantie via fosforylering door middel van adenosinetrifosfaat (ATP) wordt omgezet in glucose 6-fosfaat. Deze fase in het metabolische proces is onomkeerbaar, om te voorkomen dat de glucose de cel verlaat. 
Wanneer er daarentegen sprake is van een teveel aan proteïne of lipiden, kan glycolyse in omgekeerde richting plaatsvinden, iets dat bekend staat als gluconeogenese. De glucose 6-fosfaat wordt hierbij als glycogeen of als zetmeel opgeslagen.
Regeling van metabole reactiepaden gebeurt meestal door inhibitie, of via cycli zoals de citroenzuurcyclus. In eukaryoten verlopen de anabole en katabole reactiepaden gescheiden, dankzij  organellen (onderling gescheiden celcompartimenten) of middels het gebruik van verschillende enzymen en cofactoren.